# Kriterion (revista)
A Kriterion: Revista de Filosofia é um periódico científico editado pelo Departamento de Filosofia da Universidade Federal de Minas Gerais (UFMG). Publicada desde seu lançamento em 1947, faz parte da Coleção do Scielo e está indexada em vários indexadores como Latindex e DOAJ.
A Kriterion é o periódico acadêmico de filosofia mais antigo do Brasil, com publicação ininterrupta desde a sua fundação em 28 de junho de 1947.
Na avaliação do Qualis realizada pela Coordenação de Aperfeiçoamento de Pessoal de Nível Superior (CAPES), este periódico foi classificado no extrato A1 para as áreas de Filosofia, Direito e Teologia.

## Artigos científicos mais acessados no Scielo
Até 26 de dezembro de 2022, os cinco artigos publicados a partir de 2001 mais acessados deste periódico foram:
|   | Título do artigo | Autores             | Ano  | DOI                                             | Área de estudo             | Acessos |
| - | --- | ------------------- | ---- | ----------------------------------------------- | -------------------------- | ------- |
| 1 | Conceitos de filosofia na escola e no mundo e a formação do filósofo segundo I. Kant                                          | Marcos César Seneda | 2009 | https://doi.org/10.1590/S0100-512X2009000100012 | História da Filosofia      | 209318  |
| 2 | Aristóteles e o sentido político da comunidade ante o liberalismo                                                             | Cesar Augusto Ramos | 2014 | https://doi.org/10.1590/S0100-512X2014000100004 | Filosofia Política         | 180760  |
| 3 | Derecho positivo y derecho natural: una reflexión desde el iusnaturalismo sobre la necesidad y naturaleza de la determinación | Sebastián Contreras | 2013 | https://doi.org/10.1590/S0100-512X2013000100003 | Filosofia do direito       | 170358  |
| 4 | Ética, moral, axiologia e valores: confusões e ambiguidades em torno de um conceito comum                                     | Ana Paula Pedro     | 2014 | https://doi.org/10.1590/S0100-512X2014000200002 | Axiologia, Filosofia moral | 148901  |
| 5 | Religião e política no pensamento de Maquiavel                                                                                | José Luiz Ames      | 2006 | https://doi.org/10.1590/S0100-512X2006000100003 | Filosofia política         | 147536  |